# Psapharochrus lengii
Psapharochrus lengii là một loài bọ cánh cứng trong họ Cerambycidae.